# Mendax seilaformis
Mendax seilaformis är en snäckart som beskrevs av B.A. Marshall 1978. Mendax seilaformis ingår i släktet Mendax och familjen Cerithiopsidae. Inga underarter finns listade i Catalogue of Life.